# Adolfów (Łódź)
Pour les articles homonymes, voir Adolfów.
Adolfów est une localité polonaise de la gmina et du powiat de Zgierz en voïvodie de Łódź.